# Jacob de Haan
Jacob de Haan (ur. 28 marca 1959 w Heerenveen) – holenderski kompozytor, aranżer i dyrygent. Lekcje gry na fortepianie rozpoczął we wczesnym wieku. Edukował się w Państwowej Wyższej Szkole Muzycznej w Leeuwarden, gdzie nabył umiejętności gry na trąbce i organach. Później wykładał na tej samej uczelni. W 2003 dostał nagrodę za całokształt swojej twórczości. Jacob de Haan regularnie występuje jako dyrygent nie tylko w Europie, ale także w Australii i USA. Często jest też członkiem jury na międzynarodowych konkursach. Obecnie mieszka w Rotterdamie, gdzie nadal komponuje nowe utwory.